# 福奇群島
福奇群島（英語：Forge Islands）是南極洲的群島，處於格羅托島西北面1公里，屬於威廉群島中阿根廷群島的一部分，由英國南極名稱諮詢委員會命名，現時由南極條約體系管理。